# Coelogyne rupicola
Coelogyne rupicola är en orkidéart som beskrevs av Cedric Errol Carr.
Coelogyne rupicola ingår i släktet Coelogyne och familjen orkidéer. Artens utbredningsområde är Sabah på Borneo. Inga underarter finns listade i Catalogue of Life.